# Velika nagrada Avstralije 2015
Velika nagrada Avstralije 2015 je prva dirka Svetovnega prvenstva Formule 1 v sezoni 2015. Odvijala se je 15. marca 2015 na uličnem dirkališču Melbourne Grand Prix Circuit v Melbournu. Zmagal je Lewis Hamilton, drugo mesto je osvojil Nico Rosberg, oba Mercedes, tretji pa je bil Sebastian Vettel, Ferrari.

## Rezultati

### Kvalifikacije
| Poz  | Št | Dirkač           | Konstruktor          | 1. del    | 2. del   | 3. del   | Št. m. |
| ---- | -- | ---------------- | -------------------- | --------- | -------- | -------- | ------ |
| 1    | 44 | Lewis Hamilton   | Mercedes             | 1:28,586  | 1:26,894 | 1:26,327 | 1      |
| 2    | 6  | Nico Rosberg     | Mercedes             | 1:28,906  | 1:27,097 | 1:26,921 | 2      |
| 3    | 19 | Felipe Massa     | Williams-Mercedes    | 1:29,246  | 1:27,895 | 1:27,718 | 3      |
| 4    | 5  | Sebastian Vettel | Ferrari              | 1:29,307  | 1:27,742 | 1:27,757 | 4      |
| 5    | 7  | Kimi Räikkönen   | Ferrari              | 1:29,754  | 1:27,807 | 1:27,790 | 5      |
| 6    | 77 | Valtteri Bottas  | Williams-Mercedes    | 1:29,641  | 1:27,796 | 1:28,087 | 6      |
| 7    | 3  | Daniel Ricciardo | Red Bull-Renault     | 1:29,788  | 1:28,679 | 1:28,329 | 7      |
| 8    | 55 | Carlos Sainz Jr. | Toro Rosso-Renault   | 1:29,597  | 1:28,601 | 1:28,510 | 8      |
| 9    | 8  | Romain Grosjean  | Lotus-Mercedes       | 1:29,537  | 1:28,589 | 1:28,560 | 9      |
| 10   | 13 | Pastor Maldonado | Lotus-Mercedes       | 1:29,847  | 1:28,726 | 1:29,480 | 10     |
| 11   | 12 | Felipe Nasr      | Sauber-Ferrari       | 1:30,430  | 1:28,800 |          | 11     |
| 12   | 33 | Max Verstappen   | Toro Rosso-Renault   | 1:29,248  | 1:28,868 |          | 12     |
| 13   | 26 | Daniil Kvjat     | Red Bull-Renault     | 1:30,402  | 1:29,070 |          | 13     |
| 14   | 27 | Nico Hülkenberg  | Force India-Mercedes | 1:29,651  | 1:29,208 |          | 14     |
| 15   | 11 | Sergio Pérez     | Force India-Mercedes | 1:29,990  | 1:29,209 |          | 15     |
| 16   | 9  | Marcus Ericsson  | Sauber-Ferrari       | 1:31,376  |          |          | 16     |
| 17   | 22 | Jenson Button    | McLaren-Honda        | 1:31,422  |          |          | 17     |
| 18   | 20 | Kevin Magnussen  | McLaren-Honda        | 1:32,037  |          |          | 18     |
| DNP  | 28 | Will Stevens     | Marussia-Ferrari     | brez časa |          |          |        |
| DNP  | 98 | Roberto Merhi    | Marussia-Ferrari     | brez časa |          |          |        |
| Vir: |    |                  |                      |           |          |          |        |

### Dirka
| Poz  | Št | Dirkač           | Konstruktor          | Krogi | Čas/Odstop  | Št. m. | Toč |
| ---- | -- | ---------------- | -------------------- | ----- | ----------- | ------ | --- |
| 1    | 44 | Lewis Hamilton   | Mercedes             | 58    | 1:31:54,067 | 1      | 25  |
| 2    | 6  | Nico Rosberg     | Mercedes             | 58    | +1,360      | 2      | 18  |
| 3    | 5  | Sebastian Vettel | Ferrari              | 58    | +34,523     | 4      | 15  |
| 4    | 19 | Felipe Massa     | Williams-Mercedes    | 58    | +38,196     | 3      | 12  |
| 5    | 12 | Felipe Nasr      | Sauber-Ferrari       | 58    | +1:35,149   | 10     | 10  |
| 6    | 3  | Daniel Ricciardo | Red Bull-Renault     | 57    | +1 krog     | 6      | 8   |
| 7    | 27 | Nico Hülkenberg  | Force India-Mercedes | 57    | +1 krog     | 13     | 6   |
| 8    | 9  | Marcus Ericsson  | Sauber-Ferrari       | 57    | +1 krog     | 15     | 4   |
| 9    | 55 | Carlos Sainz Jr. | Toro Rosso-Renault   | 57    | +1 krog     | 7      | 2   |
| 10   | 11 | Sergio Pérez     | Force India-Mercedes | 57    | +1 krog     | 14     | 1   |
| 11   | 22 | Jenson Button    | McLaren-Honda        | 56    | +2 kroga    | 16     |     |
| Ret  | 7  | Kimi Räikkönen   | Ferrari              | 40    | Kolo        | 5      |     |
| Ret  | 33 | Max Verstappen   | Toro Rosso-Renault   | 32    | Motor       | 11     |     |
| Ret  | 8  | Romain Grosjean  | Lotus-Mercedes       | 0     | Motor       | 8      |     |
| Ret  | 13 | Pastor Maldonado | Lotus-Mercedes       | 0     | Trčenje     | 9      |     |
| DNS  | 26 | Daniil Kvjat     | Red Bull-Renault     | 0     | Menjalnik   | 12     |     |
| DNS  | 20 | Kevin Magnussen  | McLaren-Honda        | 0     | Motor       | 17     |     |
| DNS  | 77 | Valtteri Bottas  | Williams-Mercedes    | 0     | Poškodovan  |        |     |
| Vir: |    |                  |                      |       |             |        |     |